# 29A busz (Szombathely)
A szombathelyi 29A jelzésű autóbusz a Vasútállomás - Szűrcsapó utca - Brenner Tóbiás körút - Joskar-Ola városrész - Vasútállomás útvonalon közlekedik, körjáratként. Az ellenkező irányban a 29C busz jár. A vonalat a Blaguss Agora üzemelteti. A buszokra csak az első ajtón lehet felszállni.

## Története
2012 márciusáig, a Váci Mihály utca helyett, a Szűrcsapó utcán közlekedett és a Joskar-Ola lakótelepet is érintette.
2013 szeptemberéig, munkanapokon, az utolsó járat érintette a 11-es Huszár út - Lipp Vilmos utca - Sugár út útvonalat és minden kijelölt megállóhelyen megállt.
2016. február 1-től újra érinti a Joskar-Ola lakótelepet.
2022. augusztus 1-től a körjáratok átszervezésre kerültek. A 2A és 2C járatok a Szűrcsapó utca helyett a Váci Mihály utcán, míg a 29A és 29C járatok a Szűrcsapó utcán keresztül közlekednek, a Joskar-Ola városrész érintésével. A 2A és 2C tanítási napokon, a Városházát érintő indulásai 20A és 20C jelzést kaptak.

## Közlekedése
A buszok 30 percenként indulnak, felváltva 29A, majd 2A. Ellenkező irányba hasonlóképpen, 2C és 29C járatokkal. Este 20 órától csak a 29A közlekedik, óránként. Tanítási napokon egy reggeli járat 20A jelzéssel, a Városháza érintésével közlekedik.

## Útvonala
| Vasútállomás → Szűrcsapó utca → Brenner Tóbiás körút → Joskar-Ola városrész → Vasútállomás |
| --- |
| Vasútállomás – Vasút utca – Semmelweis Ignác utca – Bocskai István körút – Horváth Boldizsár körút – Dr. István Lajos körút – Paragvári utca – Szűrcsapó utca – Rohonci út – Bartók Béla körút – Jókai Mór utca – Brenner Tóbiás körút – Körmendi út – Szent Gellért utca – Károly Róbert utca – Szent Flórián körút – Pázmány Péter körút – Joskar-Ola városrész, autóbusz-forduló – Pázmány Péter körút – Hunyadi János út – Szent Márton utca – Vörösmarty Mihály utca – Széll Kálmán utca – Vasútállomás |

## Megállói
Az átszállási kapcsolatok között a 2A, 2C, 20A, 20C és 29C buszok nincsenek feltüntetve.
| 0  | 0  | Vasútállomás induló végállomás                                 |                                                                    | Szombathely Helyi autóbusz-állomás, Éhen Gyula tér                                                                                          |
| 1  | 1  | Semmelweis Ignác utca                                          | 5, 6, 30Y                                                          | MÁV-rendelő |
| 2  | 2  | Neumann János Általános Iskola                                 | 5, 30Y                                                             | Neumann János Általános Iskola, Donászy Magda Óvoda                                                                                         |
| 4  | 3  | Kórház                                                         |                                                                    | Markusovszky Kórház, Vérellátó, Anunciáták háza, Mentőállomás, ÁNTSZ                                                                        |
| 7  | 5  | Művészeti Gimnázium (Szűrcsapó utca)                           | 4H, 5, 5H, 9, 10H, 12, 21, 22, 24, 25                              | Művészeti Gimnázium |
| 8  | 6  | Derkovits Gyula Általános Iskola (Korábban: Szabó Miklós utca) | 4H, 5, 5H, 9, 10H, 24                                              | Derkovits Gyula Általános Iskola |
| 9  | 7  | Derkovits bevásárlóközpont                                     | 4H, 5, 5H, 9, 10H, 24                                              | Órásház, Derkovits Bevásárlóközpont, Bolyai János Gyakorló Általános Iskola és Gimnázium                                                    |
| 11 | 9  | Órásház                                                        | 4H, 5, 5H, 9, 10H, 22, 30Y                                         | Órásház, Derkovits Bevásárlóközpont, Bolyai János Gyakorló Általános Iskola és Gimnázium                                                    |
| 12 | 10 | Tófürdő                                                        | 22                                                                 | Tófürdő, Csónakázótó, Haladás Sportkomplexum, Kenderesi utcai sporttelep                                                                    |
| 13 | 11 | Uszoda                                                         | 22                                                                 | Fedett Uszoda és Termálfürdő, Claudius Hotel, Csónakázótó, Ezredévi park                                                                    |
| 14 | 12 | Szent István park                                              |                                                                    | Szent István park, Garda Hotel, Régi víztorony, Pécsi Tudományegyetem Egészségtudományi Kar, Élelmiszeripari és Földmérési Szakképző Iskola |
| 15 | 13 | Nyugdíjasok Otthona                                            | 7                                                                  | Nyugdíjasok Otthona, Kálvária, Szent István park, Bagolyvár                                                                                 |
| 16 | 14 | Tóth István tér (Korábban: Nagyvárad utca)                     | 7                                                                  | Bagolyvár, Tóth István tér |
| 17 | 15 | Savaria Plaza                                                  |                                                                    | Savaria Plaza, Szalézi tér, Szalézi templom, Jáki úti rendelő, Apáczai Waldorf Általános Iskola, Fiatal Házasok Otthona                     |
| 20 | 17 | Szent Gellért utca 64.                                         | 4H, 6, 6H, 8H, 12, 21, 23                                          | |
| 21 | 18 | Waldorf iskola (Korábban: Fiatal Házasok Otthona)              | 4H, 6, 6H, 8H, 12, 21, 23                                          | Apáczai Waldorf Általános Iskola, Fiatal Házasok Otthona, SAVARIA PLAZA                                                                     |
| 23 | 19 | Szent Flórián körút 33.                                        | 6, 6H, 8H, 12, 21                                                  | Gazdag Erzsi Óvoda |
| 24 | 20 | Víztorony                                                      | 6H, 8H                                                             | Víztorony, Brenner park, KRESZ park |
| 25 | 21 | Mari ABC                                                       | 8H, 9, 21A                                                         | Flórián Irodaház, Munkanélküli Központ |
| 26 | 22 | Joskar-Ola városrész, autóbusz-forduló                         | 8H, 9, 21A                                                         | |
| 27 | 23 | Mari ABC                                                       | 8H, 9, 21A                                                         | Flórián Irodaház, Munkanélküli Központ |
| 28 | 24 | Flórián Irodaház                                               | 6H                                                                 | Flórián Irodaház, Munkanélküli Központ |
| 29 | 25 | Piac                                                           | 6H, 9, 21A                                                         | Vásárcsarnok, Gayer park |
| 32 | 27 | 56-osok tere (Széll Kálmán utca)                               | 1U, 3H, 5, 6, 6H, 7, 9, 10H, 12, 21, 21A, 22, 23, 25, 27, 27A, 30Y | 56-osok tere, Vámhivatal, Földhivatal, Államkincstár, Gyermekotthon                                                                         |
| 34 | 29 | Vasútállomás érkező végállomás                                 | 1U, 3H, 5, 6, 6H, 7, 9, 10H, 12, 21, 21A, 22, 23, 25, 27, 27A, 30Y | Szombathely Helyi autóbusz-állomás, Éhen Gyula tér                                                                                          |

1. ↑  Csak leszállás.